# Calendarul coreean
Calendarul tradițional coreean sau calendarul Dangun (coreeană: 단군; Hanja: 檀君) este un calendar luni-solar. Datele sunt calculate din meridianul Coreei (al 135-lea meridian estic în timpul modern pentru Coreea de Sud), iar sărbătorile și festivalurile se bazează pe cultura coreeană.
Coreenii folosesc acum în mare parte calendarul gregorian, care a fost adoptat oficial în 1896.  Cu toate acestea, sărbătorile tradiționale și calcularea vârstei pentru generațiile mai în vârstă se bazează încă pe vechiul calendar.

## Istorie
Similar cu majoritatea calendarelor tradiționale din alte țări din Asia de Est, calendarul coreean s-a bazat pe calendarul chinezesc.  Calendarul tradițional și-a desemnat anii prin nume din epoca coreeană de la 270 la 963, apoi nume din epoca chineză cu nume din epoca coreeană în câteva momente până în 1894. [necesită citare] În 1894 și 1895, calendarul lunar a fost folosit cu ani numerotați de la înființarea dinastiei Joseon în 1392. 
Calendarul gregorian a fost adoptat la 1 ianuarie 1896, cu numele de epocă coreeană Geonyang (건양; 建陽; aprins. "adoptarea calendarului solar"). 
Din 1945 până în 1961 în Coreea de Sud, anii calendaristici gregorieni au fost numărați de la înființarea lui Gojoseon în 2333 î.Hr. (considerat anul unu), data legendarei fondări a Coreei de către Dangun.  Acești Dangi (단기; 檀紀) au fost de la 4278 la 4294. Această numerotare a fost folosită informal cu calendarul lunar coreean înainte de 1945, dar a fost folosită doar ocazional din 1961 și mai ales în Coreea de Nord înainte de 1997.
Deși nu este un calendar oficial, în Coreea de Sud, calendarul tradițional coreean este încă menținut de guvern. Versiunea actuală se bazează pe calendarul Shixian al Chinei (coreeană: 시헌력; Hanja: 時憲暦; RR: siheollyeok), care a fost la rândul său revizuit de savanții iezuiți.
În Coreea de Nord, calendarul Juche a fost folosit din 1997 pentru a-și număra anii, pe baza nașterii fondatorului statului, Kim Il Sung.

## Caracteristici
- Zodiacul chinezesc de 12 ramuri pământești (animale), care erau folosite pentru numărarea orelor și anilor;
- Zece tulpini cerești, care au fost combinate cu cele 12 ramuri pământești pentru a forma un ciclu de șaizeci de ani;
- Douăzeci și patru de termeni solari (coreeană: 절기; Hanja: 節氣; RR: jeolgi) în an, la distanță de aproximativ 15 zile;
- Lunile lunare, inclusiv lunile bisecte, adăugate la fiecare doi sau trei ani.

## Zilele lucrătoare
De menționat faptul că calendarul tradițional coreean nu are conceptul de zile ale săptămânii: următoarele sunt nume de zile ale săptămânii în calendarul modern (occidental).
| Engleză  | Hangul | Hanja  | Transliterare              | Astru   | 5 Elemente (오행; 五行) |
| -------- | ------ | ------ | -------------------------- | ------- | ----------------------- |
| Duminică | 일요일 | 日曜日 | il.yo.il: Iryoil           | Soare   |                         |
| Luni     | 월요일 | 月曜日 | wŏl.yo.il: woryoil         | Lună    |                         |
| Marți    | 화요일 | 火曜日 | hwa.yo.il: hwayoil         | Marte   | Foc                     |
| Miercuri | 수요일 | 水曜日 | su.yo.il: suyoil           | Mercur  | Apă                     |
| Joi      | 목요일 | 木曜日 | mok.yo.il: mogyoil         | Jupiter | Lemn                    |
| Vineri   | 금요일 | 金曜日 | kŭm.yo.il: geumyoil        | Venus   | Metal                   |
| Sâmbătă  | 토요일 | 土曜日 | tho.yo.il: ulei de jucărie | Saturn  | Pământ                  |

## Luni
În limba coreeană modernă, lunile calendarului tradițional lunisolar și occidental sunt denumite prin prefixarea cifrelor sino-coreene la wol, cuvântul sino-coreean pentru "lună". În mod tradițional, atunci când se vorbește despre lunile de naștere ale indivizilor, lunile calendarului lunisolar au fost denumite prin prefixarea numelui nativ coreean al animalului asociat cu fiecare ramură pământească din zodiacul chinez la dal, cuvântul nativ coreean pentru "lună". În plus, prima, a unsprezecea și a douăsprezecea lună au alte nume coreene care sunt similare cu numele tradiționale chinezești ale lunilor.  Cu toate acestea, celelalte nume tradiționale chinezești de luni, cum ar fi Xìngyuè ("luna caiselor") pentru a doua lună, nu sunt folosite în coreeană.
| Denumire modernă | Denumire modernă | Denumire modernă         | Denumire tradițională    | Denumire tradițională | Denumire tradițională | Note                                          | Echivalent chinezesc | Echivalent chinezesc             | Echivalent chinezesc                       | Echivalent chinezesc                                                         |
| Traducere        | Hangul           | RR                       | Traducere                | Hangul                | RR                    | Note                                          | Numărul lunii        | Numele ramurii pământești        | Denumire modernă                           | Începe la data gregoriană (anual datele se schimbă din cauza ciclului lunar) |
| ---------------- | ---------------- | ------------------------ | ------------------------ | --------------------- | --------------------- | --------------------------------------------- | -------------------- | -------------------------------- | ------------------------------------------ | ---------------------------------------------------------------------------- |
| Luna 1           | 1월 (일월)       | Il-wol                   | Tigru Lună               | 호랑이달              | Ho-rang-i-dal         |                                               | 1                    | 寅月; yínyuè; "Luna tigrului"    | 正月; zhēngyuè; "Prima lună"               | între 21 ianuarie – 20 februarie                                             |
| Luna 1           | 1월 (일월)       | Il-wol                   | Luna primară             | 정월 (正月)           | Jeong-wol             | Un cuvânt împrumutat din chineza Zhēngyuè     | 1                    | 寅月; yínyuè; "Luna tigrului"    | 正月; zhēngyuè; "Prima lună"               | între 21 ianuarie – 20 februarie                                             |
| Luna 2           | 2월 (이월)       | I-wol                    | Iepure Lună              | 토끼달                | To-kki-dal            |                                               | 2                    | 卯月; mǎoyuè; "Luna iepurelui"   | 二月; èryuè; "A doua lună"                 | în perioada 20 februarie – 21 martie                                         |
| Luna 3           | 3월 (삼월)       | Sam-wol                  | Balaur Lună              | 용달                  | Yong-dal              |                                               | 3                    | 辰月; chényuè; "Luna dragonului" | 三月; sānyuè; "A treia lună"               | în perioada 21 martie – 20 aprilie                                           |
| Luna 4           | 4월 (사월)       | Sa-wol                   | Șarpe Lună               | 뱀달                  | Baem-dal              |                                               | 4                    | 巳月; sìyuè; "Luna șarpelui"     | 四月; sìyuè; "a patra lună"                | în perioada 20 aprilie – 21 mai                                              |
| Luna 5           | 5월 (오월)       | O-wol                    | Cal Lună                 | 말달                  | Mal-dal               |                                               | 5                    | 午月; wǔyuè; "Luna calului"      | 五月; wǔyuè; "luna a cincea"               | în perioada 21 mai – 21 iunie                                                |
| Luna 6           | 6월 (유월)       | Yu-wol                   | Oaie Lună                | 양달                  | Yang-dal              |                                               | 6                    | 未月; wèiyuè; "Luna caprei"      | 六月; liùyuè; "luna a șasea"               | în perioada 21 iunie – 23 iulie                                              |
| Luna 7           | 7월 (칠월)       | Chir-wol                 | Maimuță Lună             | 원숭이달              | Won-sung-i-dal        |                                               | 7                    | 申月; shēnyuè; "Luna maimuței"   | 七月; qīyuè; "luna a șaptea"               | în perioada 23 iulie – 23 august                                             |
| Luna 8           | 8월 (팔월)       | Par-wol                  | Cocoș Lună               | 닭달                  | Dak-dal               |                                               | 8                    | 酉月; yǒuyuè; "Luna cocoșului"   | 八月; bāyuè; "luna a opta"                 | în perioada 23 august – 23 septembrie                                        |
| Luna 9           | 9월 (구월)       | Gu-wol                   | Câine Lună               | 개달                  | Gae-dal               |                                               | 9                    | 戌月; xūyuè; "Luna câinelui"     | 九月; jiǔyuè; "Luna a noua"                | între 23 septembrie – 23 octombrie                                           |
| Luna 10          | 10월 (시월)      | Shi-wol/ Si-wol          | Porc Lună                | 돼지달                | Dwae-ji-dal           |                                               | 10                   | 亥月; hàiyuè; "Luna porcului"    | 十月; shíyuè; "luna a zecea"               | între 23 octombrie – 22 noiembrie                                            |
| Luna 11          | 11월 (십일월)    | Shi-bir-wol/ Shib-ir-wol | Șobolan Lună             | 쥐달                  | Jwi-dal               |                                               | 11                   | 子月; zǐyuè; "Luna șobolanilor"  | 十一月; shíyīyuè; "a unsprezecea lună"     | în perioada 22 noiembrie – 22 decembrie                                      |
| Luna 11          | 11월 (십일월)    | Shi-bir-wol/ Shib-ir-wol | Solstițiul de iarnă Lună | 동짓달                | Dong-jit-dal          | Compară Dōngyuè chinezesc, "Luna de iarnă"    | 11                   |                                  |                                            |                                                                              |
| Luna 12          | 12월 (십이월)    | Shib-i-wol               | Bou Lună                 | 소달                  | So-dal                |                                               | 12                   | 丑月; chǒuyuè; "Luna boilor"     | 臘月; 腊月; làyuè; "luna de sfârșit de an" | în perioada 22 decembrie – 21 ianuarie                                       |
| Luna 12          | 12월 (십이월)    | Shib-i-wol               |                          | 섣달                  | Seot-dal              | Compară chinezescul Làyuè, "luna conservării" | 12                   |                                  | 臘月; 腊月; làyuè; "luna de sfârșit de an" |                                                                              |

## Festivaluri
Calendarul lunar este folosit pentru observarea festivalurilor tradiționale, cum ar fi Seollal, Chuseok și ziua de naștere a lui Buddha. De asemenea, este folosit pentru slujbele memoriale jesa pentru strămoși și pentru marcarea zilelor de naștere de către coreenii mai în vârstă.

### Sărbători tradiționale
| Festival                                                                              | Importanță                                                           | Evenimente | Data (Lunară)                                      | Hrană |
| ------------------------------------------------------------------------------------- | -------------------------------------------------------------------- | --- | -------------------------------------------------- | --- |
| Seollal (설날)                                                                        | Anul Nou Lunar                                                       | O slujbă ancestrală este oferită în fața mormântului strămoșilor, se fac schimburi de felicitări de Anul Nou cu familia, rudele și vecinii; se înclină în fața bătrânilor (sebae, 세배, 歲拜), yut nori (윷놀이). | Ziua 1 a lunii 1                                   | supă de tort de orez (tteokguk, 떡국), prăjituri cu miere (yakgwa, 약과, 藥果).                                                                   |
| Daeboreum (대보름, 大보름)                                                            | Prima lună plină                                                     | Salutul lunii (dalmaji, 달맞이), zmeu, talismane în flăcări pentru a alunga spiritele rele (aengmagi taeugi, 액막이 태우기), focuri de tabără (daljip taeugi, 달집 태우기).                                       | Ziua 15 din luna 1                                 | orez fiert cu cinci boabe (o-gok-bap, 오곡밥, 五穀飯), consumul de nuci, nuci, nuci, alune, castane (bureom, 부럼), consumul de vin (gwibalgisul) |
| Meoseumnal (머슴날)                                                                   | Festivalul servitorilor                                              | Curățenia casei, ceremonia de maturizare, ritualul șamanilor pescarilor (yeongdeunggut, 영등굿) | Ziua 1 a lunii 2                                   | Prăjituri de orez umplute cu aromă de pin (songpyeon, 송편)                                                                                       |
| Samjinnal (삼짇날)                                                                    | Întorcându-se rândunelele migrante                                   | Lupte cu picioarele, ghicire. | Ziua 3 a lunii 3                                   | vin de azalee (dugyeonju, 두견주, 杜鵑酒), tort de orez de azalee (dugyeon hwajeon, 두견화전, 杜鵑花煎)                                           |
| Hansik/ Hanshik (한식, 寒食)                                                          | Începutul sezonului agricol                                          | Vizită la mormântul strămoșesc pentru oferire, curățenie și întreținere. | Ziua 105 după solstițiul de iarnă                  | Numai mâncare rece: prăjitură de artemisie (ssuktteok, 쑥떡), găluște de artemisie (ssukdanja, 쑥단자), supă de artemisie (ssuktang, 쑥탕)        |
| Chopail (Cho-pa-il) (초파일, 初八日) sau Seok-ga Tan-shin-il (석가탄신일; 釋迦誕生日) | Ziua de naștere a lui Buddha                                         | Yeondeunghoe (Festivalul Lanternelor de Lotus) | Ziua 8 a lunii 4                                   | prăjitură de orez (jjintteok, 찐떡), prăjitură de orez cu flori (hwajeon, 화전, 花煎)                                                             |
| Dano (단오, 端午) sau Surit-nal (수릿날)                                              | Festivalul de primăvară                                              | Spălarea părului cu apă de iris, lupte (ssireum, 씨름), leagăn, oferirea fanilor ca cadouri | Ziua 5 a lunii 5                                   | prăjitură de orez cu ierburi (surichwitteok, 수리취떡), supă de hering (junchiguk, 준치국)                                                        |
| Yudu (유두, 流頭)                                                                     | Salutul apei                                                         | Salut cu apă, spălarea părului pentru a spăla ghinionul | Ziua 15 din luna 6                                 | Cinci tăiței colorați (yudumyeon, 유두면), tort de orez gătit (sudan, 수단, 水團)                                                                 |
| Chilseok (칠석, 七夕)                                                                 | Ziua întâlnirii dintre Gyeonwu și Jiknyeo, în basmul popular coreean | Țesut țesături | Ziua 7 a lunii 7                                   | Clătită de grâu (miljeonbyeong, 밀전병), prăjitură de orez aburită cu fasole roșie (sirutteok, 시루떡)                                            |
| Baekjung (백중, 百中)                                                                 | Închinarea la Buddha                                                 | Închinare lui Buddha. | Ziua 15 din luna 7                                 | Tort de orez mixt (Seoktanbyeong, 석탄병, 惜呑餠)                                                                                                 |
| Chuseok (추석, 秋夕)                                                                  | Festivalul recoltei                                                  | Vizită la mormântul strămoșesc, ssireum, care oferă cereale de orez timpurii (olbyeosinmi, 올벼신미, --新味), dans în cerc (ganggang sullae, 강강술래)                                                            | Ziua 15 din luna 8                                 | Tort de orez cu aromă de pin umplut cu castane, susan sau fasole (songpyeon, 송편), supă de taro (Torantang, 토란탕)                              |
| Jungyangjeol (중양절, 重陽節)                                                         | Vrăbiile migratoare pleacă                                           | Sărbătorirea toamnei cu poezie și pictură, compunerea poeziei, bucuria naturii | Ziua 9 din luna 9                                  | Clătită de crizantemă (gukhwajeon, 국화전, 菊花煎), icre de pește (eo-ran, 어란, 魚卵), ceai de miere de citron (yuja-cheong, 유자청, 柚子淸)     |
| Dongji (동지, 冬至)                                                                   | Solstițiul de iarnă                                                  | Rituri pentru risipirea spiritelor rele. | În jurul datei de 22 decembrie în calendarul solar | terci de fasole roșie cu găluște de orez (patjuk, 팥죽)                                                                                           |
| Seot-dal Geum-eum (섣달그믐)                                                          | Revelion                                                             | Stând treaz toată noaptea cu toate ușile deschise pentru a primi spirite ancestrale | Ultima zi a lunii 12                               | orez mixt cu legume (bibimbap, 비빔밥), prăjituri de orez cu pudră de fasole (injeolmi, 인절미), biscuiți tradiționali (han-gwa, 한과, 韓菓)      |

Există, de asemenea, multe festivaluri regionale sărbătorite conform calendarului lunar.